# 瞬間視
瞬間視（しゅんかんし）とは瞬間的に呈示されたものの認知のことである。瞬間視における呈示時間は研究者によって異なり、呈示時間に規定はない。したがって、瞬間視がアイコンなのか短期記憶なのか明確にはできない。

## 瞬間視の概念
ヒトの認知は周辺視で対象を知覚し、跳躍性眼球運動を発現し、その対象を把捉する。静止した対象に対する認知も同様である。例えば読書時には一字ずつ把捉するのではなく、跳び跳びの跳躍性眼球運動を連続させ、眼球運動が停留するときに文字をひとかたまりとして把握する。
日本語では10文字程度をひとかたまりとして把握している。このような一度に把握できる範囲は認知スパンと呼ばれている。眼球運動と眼球運動の停留時間は300～350msecである。
つまり、ヒトは約300msecの間に眼から情報を受容していることになる。
さて、このような瞬間的ともいえる時間で、ヒトはどの程度の認知スパンがあるか、さまざまな実験が行われている。Spelringは3×3のマトリクスに9文字のアルファベットを呈示し、呈示時間を変数として認知スパンを調べている[1]。
このような研究の過程で、瞬間的に呈示されたものが、呈示されたときはわかったのに、いざ回答しようとすると忘れてしまうという現象があることが明らかとなった。
Averbachらは、これをIconic storage（アイコン）と呼んだ。その後の研究で、アイコンは視覚情報処理のごく初期の一段階として、その存在が確認されている。アイコンは時間とともに消えていく写真のような性質をもっている。すなわち「パターン認知などに関わる処理をまだ受けていない状態の情報」の一時的な保存であるとされている。
Averbachらは、アイコンの保持時間を約270msecと推定している。短期記憶はたとえば、7桁の電話番号をいったん記憶した後、番号を入力した直後に忘れてしまう程度の短時間の記憶とされている。しかし、どこからがアイコンでどの時間からが短期記憶なのかの境界は明確ではない。

## 測定装置と知見
現在のようにコンピュータが普及する以前は、対象の呈示方法はタキストスコープ（瞬間露出器：スライドプロジェクタを時間制御した装置）がほとんどであった。
石垣らはパーソナルコンピュータを使用して8桁の横一列の数字を50～250msec間呈示し、呈示時間と認知できる文字数、右の数字から、左の数字からという認知方法などの関係を調べた。その結果、以下の知見を得ている。
- 50msecというごく短時間でも3桁程度は認知できる。
- 200msecと呈示時間が長くなっても文字数は4文字程度が限界である。
- 右からよりも左から認知する方が桁数は多い。
- 瞬間視はトレーニングできる。